# 발두아즈주

발두아즈 주의 위치

발두아즈주(프랑스어: Val-d'Oise)는 프랑스 일드프랑스 지방(레지옹)의 주(데파르트망)로, 주도는 퐁투아즈이며 인구는 1,157,052명(2006년 기준), 면적은 1,246km2, 인구 밀도는 928.6명/km2이다.
1968년 1월 1일 센에우아즈 주에서 분리되어 신설되었다. 주요 도시로는 파리 샤를 드 골 공항이 있는 루아시앙프랑스가 있다.
2000년 이곳에서 에어프랑스 4590편 추락 사고가 일어났다.
발두아즈주의 오베르쉬르우아즈는 빈센트 반 고흐가 사망한 곳이다.

## 인구
| 연도    | 인구      | ±% p.a. |
| ------- | --------- | ------- |
| 1876    | 129,655   | —       |
| 1881    | 134,859   | +0.79%  |
| 1891    | 143,387   | +0.62%  |
| 1901    | 164,962   | +1.41%  |
| 1911    | 196,599   | +1.77%  |
| 1921    | 227,220   | +1.46%  |
| 1926    | 283,256   | +4.51%  |
| 1931    | 353,374   | +4.52%  |
| 1936    | 350,487   | −0.16%  |
| 1946    | 344,744   | −0.17%  |
| 1954    | 412,658   | +2.27%  |
| 1962    | 548,429   | +3.62%  |
| 1968    | 693,269   | +3.98%  |
| 1975    | 840,885   | +2.80%  |
| 1982    | 920,598   | +1.30%  |
| 1990    | 1,049,598 | +1.65%  |
| 1999    | 1,105,464 | +0.58%  |
| 2006    | 1,157,054 | +0.65%  |
| 2011    | 1,180,365 | +0.40%  |
| 2016    | 1,221,923 | +0.69%  |
| source: |           |         |

## 같이 보기
- 발두아즈주의 캉통
- 발두아즈주의 코뮌 목록